# Castle Dale
Castle Dale város az USA Utah államában, Emery megyében, melynek megyeszékhelye is. Lakosainak száma 1492 fő (2020. április 1.).

## Népesség
A település népességének változása:
| Lakosok száma | 505  | 1657 | 1630 | 1492 |
|               | 1890 | 2000 | 2010 | 2020 |